# ماثيو بريتشارد
ماثيو بريتشارد (بالإنجليزية: Mathew T. Prichard)‏ (مواليد 1943)، هو حفيد الكاتبة البريطانية المشهورة أغاثا كريستي، وهو الرئيس السابق لشركة «Agatha Christie Co. Ltd» ورئيس جمعية «Agatha Christie Co»]. وهو أيضًا منتج للعديد من المسلسلات التلفزيونية المقتبسة من روايات كريستي.
ولد في 21 سبتمبر 1943 في تشيشير، والده هو هوبرت بريتشارد والدته روزاليند هيكس. وفي سن التاسعة، أعطته الجدة أغاثا كريستي حقوق الطبع والنشر لمسرحية «مصيدة الفطر» كهدية عيد ميلاد.

## الجوائز
- في عام 2012 حصل على وسام أمير ويلز الخيري.

## وصلات خارجية
- ماثيو بريتشارد على موقع IMDb (الإنجليزية)
- ماثيو بريتشارد على موقع قاعدة بيانات الفيلم (الإنجليزية)

- معلومات Matthew Pecha من قاعدة بيانات أفلام الإنترنت (IMDb) (الإنجليزية)